# Église Saint-Géraud de Salles-Curan
L'église Saint-Géraud est une église située en France sur la commune de Salles-Curan, dans le département de l’Aveyron en région Occitanie.
Elle fait l'objet d'une inscription au titre des monuments historiques depuis le 28 juin 1927.

## Description
On y trouve un tableau de Jacques Pilliard, La Résurrection de la fille du chef de la synagogue dit Résurrection de la fille de Jaïre

## Historique
L'édifice est inscrit au titre des monuments historiques en 1927.